# Filialkirche St. Gertraud (Guttaring)

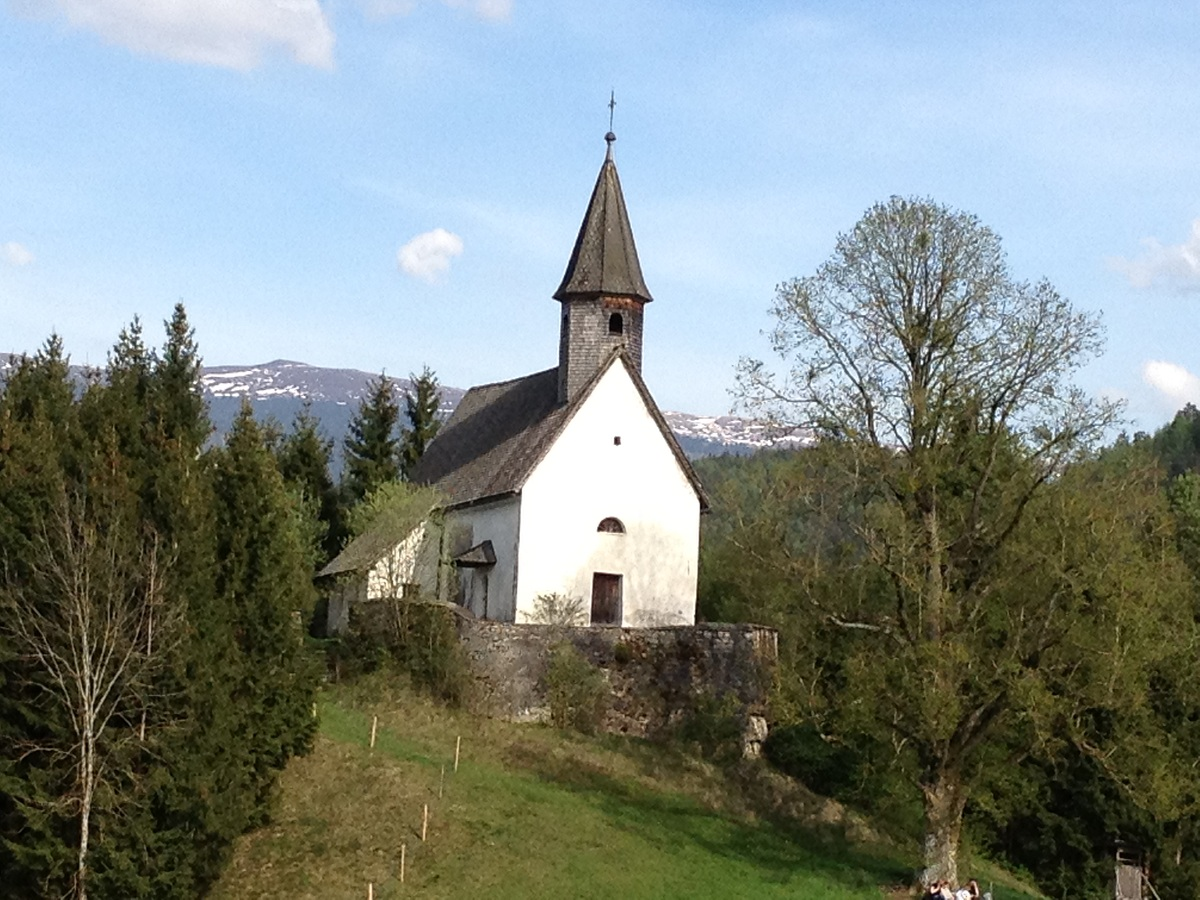
Bauzustand 2012

Die römisch-katholische Filialkirche St. Gertruden in der Ortschaft St. Gertruden der Gemeinde Guttaring in Kärnten steht auf einem Hügel und wird von einem unregelmäßigen, teils romanischen, teils spätgotischen Bering umgeben. Die Kirche war vermutlich in romanischer Zeit die befestigte Kapelle der südlich gelegenen Burg Übersberg. Heute ist St. Gertruden eine Filialkirche der Pfarre Guttaring.

## Baubeschreibung
Die Kirche mit einer schmucklosen Fassade besitzt ein Steinplattldach und wird von einem hölzernen Dachreiter bekrönt. Nordseitig befindet sich die mit Stichkappen ausgestattete Sakristei. Das flachgedeckte, romanische Langhaus wurde in späterer Zeit nach Westen verlängert und an den Fenstern barock verändert. Ein eingezogener Triumphbogen verbindet das Langhaus und den spätgotischen Chor mit Fünfachtelschluss. Das Kreuzgratgewölbe im Chor ist mit Rankenmalereien vom Anfang des 17. Jahrhunderts dekoriert. An der Nordwand des Langhauses hat sich das Fragment einer Wandmalerei aus der Mitte des 13. Jahrhunderts mit einer Szene aus dem Leben der heiligen Gertrudis erhalten.

## Einrichtung
Der Tabernakelaltar trägt Schnitzfiguren der Heiligen Gertrudis, Barbara und Katharina sowie eine kleine Kreuzigungsgruppe aus dem 18. Jahrhundert. Das rundplastische Hochrelief der heiligen Gertrudis entstand in den 1520er Jahren. Die einfache, kastenförmige Kanzel stammt aus dem letzten Viertel des 17. Jahrhunderts.